# Croton ovalifolius
Espèce
Classification APG III (2009)
Croton ovalifolius est une espèce de plantes à fleurs du genre Croton et de la famille des Euphorbiaceae, présent du Mexique au Venezuela ainsi qu'aux Caraïbes.

## Synonymes
- Barhamia ovalifolia (Vahl) Klotzsch
- Croton ovalifolius var. genuinus Müll.Arg.
- Oxydectes ovalifolia (Vahl) Kuntze
- Croton diffusus Geiseler (nom illégitime)
- Croton strigosus Spreng.
- Comatocroton ovalifolia H.Karst.
- Oxydectes strigosa (Spreng.) Kuntze
- Croton escathos Croizat

## Remarque
- Croton ovalifolius var. nummularius (Baill.) Müll.Arg. n'est plus reconnue comme valide et est considérée comme synonyme de Croton nummularius  Baill.